# О Септимии и Акме
«О Септи́мии и А́кме» (лат. De Acme et Septimio) — условное название стихотворения римского поэта Гая Валерия Катулла, включённого в состав посмертного сборника («Книги Катулла Веронского») под номером 45. Автор здесь пишет от третьего лица, рассказывая о взаимной любви неких Септимия и Акмы. Они признаются друг другу в чувствах, а бог Амур, слушая это, чихает в знак одобрения.
О героях стихотворения ничего не известно. Септимий, судя по его имени, мог принадлежать к хорошей римской семье, Акма — вероятно, вольноотпущенница-гречанка. Упоминания «сирийских и британских богатств» указывают на 55 год до н. э. как время написания стихотворения: именно тогда Гай Юлий Цезарь совершил свой первый поход в Британию, а Марк Лициний Красс начал планировать поход против парфян из Сирии.